# Alex Boogers
Alexander (Alex) Boogers (Vlaardingen, 14 juni 1970) is een Nederlandse schrijver. Hij werkt in Vlaardingen.

## Levensloop
Na zijn jeugd studeerde hij Nederlands recht en filosofie aan de Erasmus Universiteit Rotterdam. Het boeide hem kort, waarna hij enige tijd Nederlandse taal- en letterkunde, Indonesische talen, culturen en Oceanië studeerde.
Boogers stortte zich vervolgens op het schrijven, hetgeen resulteerde in bijdragen in  Renaissance, Passionate Magazine en Esquire. Niet veel later debuteerde hij onder het pseudoniem M.L. Lee met Het Boek Estee (1999). Drie jaar later verscheen zijn 'echte' debuut, onder zijn eigen naam.
In zijn roman Lijn 56 speelt het verhaal zich af tegen de achtergrond van de stad Vlaardingen, die Boogers steevast Het Naamloze Gat noemt. Het boek gaat over een buschauffeur die een ongeluk veroorzaakt wat zijn bestaan overhoop gooit.
Zijn volgende roman is Het sterkste meisje van de wereld (2007), waarin hij twee thema's behandelt: de opkomst van de Marokkaanse thaibokster Soumia Abalhaya (trainend bij hem in de sportschool) die om de wereldtitel gaat vechten en daar tussendoor loopt de lijn van zijn mislukte schrijversbestaan.
In 2015 verscheen zijn nieuwe roman, Alleen met de goden. Deze gaat over een jongen uit een moeilijk gezin, wiens vader iemand heeft vermoord. Zo moet hij zonder zijn vader zichzelf proberen te vinden. Dat lukt hem met schrijven. Volgens Alex Boogers is deze roman vooral op zijn eigen jeugd gebaseerd.
Boogers leverde naast zijn romanwerk creatieve bijdragen aan de documentaire 'Draak onder water', die in 1997 werd uitgezonden bij NCRV's Dokument, en 'Eat your enemy', die in 2005 in 29 theaters in Nederland heeft gedraaid en in december van hetzelfde jaar werd uitgezonden door de Boeddhistische Omroep Stichting. in 2018 bracht hij het boekje Lang leve de lezer uit, een vurig pleidooi voor het lezen waarin hij zijn licht wierp op de kloof tussen de culturele elite en de schrijvers buiten de gevestigde orde.

## Bestseller 60
| Boeken met noteringen in de Nederlandse Bestseller 60 | Jaar van verschijnen | Datum van binnenkomst | Hoogste positie | Aantal weken | Opmerkingen |
| ----------------------------------------------------- | -------------------- | --------------------- | --------------- | ------------ | ----------- |
| Alleen met de goden                                   | 2015                 | 23-03-2016            | 39              | 1            |             |
| Onder een hemel van sproeten                          | 2017                 | 08-11-2017            | 58              | 1            |             |
| Wij zijn van diamant                                  | 2023                 | 15-02-2023            | 40              | 3            |             |